# Список умерших в 861 году

## Апрель
- 6 апреля — Пруденций Труасский, католический святой, епископ Труа (843—861)[1].

## Октябрь
- 18 октября — Григорий Хандзтийский (102), святой.

## Декабрь
- 11 декабря — Аль-Фатх ибн Хакан, аббасидский чиновник[2].

## Дата смерти неизвестна или требует уточнения
- Адемар, князь Салерно (853—861)[3].
- Аль-Мутаваккиль Алаллах, багдадский халиф (847—861) из династии Аббасидов[4].
- Аль-Фергани, персидский астроном, математик и географ[5].
- Пяст, легендарный предок династии Пястов.